# زین‌الاخبار
زین‌الاخبار یا تاریخ گردیزی از قدیمی‌ترین کتاب‌های فارسی دربارهٔ تاریخ، از آغاز خلقت تا پایان پادشاهی مودود بن مسعود غزنوی نوشتهٔ ابوسعید عبدالحی بن ضحاک بن محمود گردیزی است. تاریخ تألیف کتاب ۴۴۲ یا ۴۴۳ قمری بوده‌است. 

## نام کتاب
نویسندهٔ این کتاب، نام «زین‌الاخبار» را به مناسب نام مخدوم خویش ـ زین‌الملة عبدالرشید بن مودود غزنوی ـ برگزیده است. البته کتاب به‌خاطر نام خود نویسنده، به تاریخ گردیزی نیز مشهور است، ولی نام «زین‌الاخبار» معروف‌تر است. 

## سبک نگارش
سبک انشا نزدیک به سبک سامانی، روان و موجز است؛ یعنی جمله‌ها کوتاه است و واژه‌های عربی کمی دارد و اصطلاحات کهن و فراموش‌شده را در خود جای داده‌است.

## نویسنده
ابوسعید عبدالحی بن ضحاک بن محمود گردیزی با ابوریحان بیرونی ارتباط داشته‌است و از او دانش‌اندوزی کرده‌است و شاید با ابوالفضل بیهقی نیز حشر و نشر داشته‌است. زین‌الملة عبدالرشید بن مودود غزنوی یک سال پس از تألیف کتاب به‌دست طغرل ـ غلام پدرش ـ کشته می‌شود و پس از آن معلوم نیست که چه بر سر مؤلف کتاب می‌آید.

## مطالب کتاب
صفحه‌های ابتدایی این کتاب در دسترس نیست و مطالب موجود با شرح سلسلهٔ پیشدادیان آغاز می‌گردد و پس از آن به سرگذشت کیانیان و ملوک‌الطوایف (اشکانیان) و ساسانیان پرداخته شده‌است. سپس به ملوک اسلام و سرنوشت امیران خراسان رسیده است و به ذکر اعیاد ملل گوناگون مانند جهودان و ترسایان و مغان و هندوان هم پرداخته و کتاب را با معارف و انساب رومیان به پایان برده‌است.

## وضعیت انتشار
زین‌الاخبار یا تاریخ گردیزی را نخستین بار عبدالحی حبیبی ـ استاد دانشگاه کابل ـ تصحیح کرده‌است و سپس بنیاد فرهنگ ایران در سال ۱۳۴۷ چاپ و منتشر کرده‌است. 

## نمونه‌ای از نثر کتاب
ابومسلم عبدالرحمن بن مسلم
... و به‌آفرید مُغ اندر روستای خواف و بست نشابور بیرون آمد و این به‌آفرید از روستای زوزن بود و اندر میان مغان دعوی پیغمبری کرد و بسیار مردم را از ایشان مخالف کرد و هفت نماز فریضه کرد سوی آفتاب، هر جای که باشد. ازین نمازها یکی اندر توحید خدای عزوجل. دیگر اندر آفریدن آسمان و زمین. و سوم اندر آفرینش جانوران و روزی‌های ایشان. و چهارم اندر مرگ. و پنجم اندر رستاخیز و شمار. و ششم اندر بهشت و دوزخ. و هفتم اندر تحمید و سپاسداری بهشتیان.
و گوشت مردار حرام کرد بر ایشان خوردن و نکاح مادر و خواهر و برادرزاده حرام بود و کابین زن از چهارصد درم گذشتن حرام کرد و هفت یک بخواست از خواسته‌های ایشان و از دسترنجشان همچنین و آن ملت بر مغان تباه کرد. 
پس موبدان پیش ابومسلم آمدند و از به‌آفرید شکایت کردند و گفتند که دین بر شما و بر ما تباه کرد. پس ابومسلم مر به‌آفرید را بگرفت و بردار کرد و قومی را که بدو گرویده بودند، بکشت ...